# Назарбекян, Аветис Вартанович
Аветис Вартанович Назарбекян (арм. Ավետիս Վարդանի Նազարբեկյան, 1866, Тебриз — 1939, Москва) — армянский поэт, журналист, политический деятель и революционер, один из основателей Социал-демократической партии «Гнчак».

## Биография
Родился в Тебризе, но в детстве переехал в Россию. Учился в Санкт-Петербургском и Парижском университетах. В середине 1880-х сотрудничал с революционным журналом «Армения» Мкртича Портукаляна, а также установил тесные контакты с Георгием Плехановым и группой «Освобождение труда». В 1887 году с будущей женой Мариам Варданян и друзьями основали партию Гнчак и газету «Гнчак».
Перевел на армянский язык несколько произведений Карла Маркса, Фридриха Энгельса и Плеханова. Обсуждал армянский вопрос с Лениным и Шаумяном. В 1923 году переехал из Парижа в США и вступил в Коммунистическую партию США. В 1934 году вернулся в Советский Союз.
Вторая жена — Анна Максимовна Назарбек.

## Ссылка
- История Партии «Гнчак»
- Биография (на русском языке)